# SN 386
SN 386 är en trolig astronomisk händelse i stjärnbilden Skytten, som framträdde som en "gäststjärna" som rapporterades av kinesiska astronomer år 386 e.Kr.

## Historik
"Under Kejsar Xiaowu av Jin, 11:e året av Taiyuan regeringstid, tredje månaden, fanns det en gäststjärna i Nandou [LM8] som varade fram till den 6:e månaden (13 juli till 10 aug), när den försvann", (Jin shu, Tianwen zhi, 13 ch. 13; Song shu, Tianwen zhi, ch. 25 enligt Xu, Pankenier, Jiang 2000).
Nandou, "Södra Karlavagnen" (kinesisk konstellation), är en del av stjärnbilden Skytten. Den enda historiska informationen är: Något blossade upp där och var synligt i cirka tre månader. Eftersom denna asterism är i eller nära Vintergatans utbuktning, borde objektet ha varit ljust (minst magnitud 2) för att kunna observeras mot den ljusa bakgrunden av Vintergatans moln.

## Förslag som supernova
På grund av den givna varaktigheten av utseendet föreslogs denna observation att rapporteras som en supernova. Sedan 1976 har flera SNR i det förhållandevis trånga fältet föreslagits som alternativ: 
| Beteckning  | Källa                             | Kommentarer                                 |  |
| ----------- | --------------------------------- | ------------------------------------------- |  |
| G011.2–01.1 | Stephenson & Green (2002), s. 182 | Första gissningen från radiodata (se nedan) |  |
| G011.2–00.3 | Stephenson & Green (2002), s. 182 |                                             |  |
| G007.7–03.7 | Zhou et al. (2018)                | Möjlig efter röntgenobservationer           |  |
| G008.7–05.0 |                                   | Även liten och i lämplig position           |  |

Dessa rester är giltiga förslag men supernovan är tänkt att vara en "låg luminositets-SN" eftersom den varade i endast tre månader. Således skulle en klassisk nova också vara möjlig.

## Förslag som klassisk nova
Avklingningstiden för klassiska novor mäts vanligtvis som varaktigheten av nedgång med 3 magnituder från topp. Denna så kallade t3-tiden sträcker sig från typiska 25-30 dygn (en månad eller två) för en snabb nova upp till tio månader för den långsammaste kända klassiska novan (och ännu längre för diffusionsinducerade novor). Således kan denna historiska händelse ha orsakats av en (snabb eller måttligt snabb) klassisk nova. Under förutsättning av en maximal ljusstyrka av (åtminstone) 2:a magnituden för den historiska observationen och fram till osynlighet (mindre än 5:e magnituden) inom 3 månader kan den ha varit en måttligt snabb nova. Ju ljusare toppen är, desto snabbare nova: om toppen var −1 magnitud (som Sirius) eller −4 (som Venus) med nedgång till svagare än 5:e magnituden inom tre månader (6 magnituder eller mer på tre månader) tyder det sannolikt på en riktigt snabb nova. Möjliga (och säkert inte de enda) kandidater i den kinesiska konstellationen Nandou finns enligt:
| Beteckning               | Kommentarer            |
| ------------------------ | ---------------------- |
| V1223 Sgr                | Mellanliggande polär   |
| V3890 Sgr                | Känd återkommande nova |
| Ytterligare fyra binärer |                        |

## Supernova kvarleva: SNR G11.2-0.3
Även SN 386 ansågs allmänt vara förbunden med det symmetriskt cirkulära skalet på 4 bågminuter  av en supernovakvarleva, SNR G11.2-0.3, anses denna teori nu inte vara korrekt. Dess föregångare var antagligen en Supernova av typ II. Nyligen genomförda studier anger den mer exakta typen som kärnkollapsad typ cIIb/Ibc.
En uppmätt genomsnittlig expansionshastighet för restskalet är 0,0277±0,0180 procent per år, vars sanna diameter nu är ca 3,0 parsec (9,8 ljusår), vilket tyder på att dess ålder är 1 900 ± 500 år. Noterade avstånd uppskattas för SNR G11.2–0.3 till cirka 4 900 parsec (16 000 ljusår) från jorden, men nyare radioobservation ligger snarare på 4 400–7 000 parsec (14 000–23 000 ljusår).
Förnekelse av SNR G11.2–0.3:s förbindelse med SN 386 påverkas av den signifikant mycket höga absorptionen av ljus (AV) mellan källan och jorden, som uppskattas från observationer av infraröd strålning till cirka 16 magnituder. Detta tyder på att stjärnan inte skulle ha varit synlig för blotta ögat.

## Pulsar: PSR J1811-1926
I mitten av G11.2–0.3 finns en snabbt roterande 65 ms neutronstjärna observerad i radiofrekvenser som pulsar PSR J1811-1926 eller som röntgenkälla AX J1811-1926, som också har genererat en liten inre 10 till 15 bågsekunders pulsar vindnebulosa (PWN). Denna pulsar och dess omgivande stoft observerades av Chandra X-ray observatorium, då det föreslogs SN 386 kunde ha uppstått omkring samma tid som de kinesiska observationerna, men modernare observationer av rotationshastigheter och observationer av radiostrålning från PSR J1811-1926, tyder på en mycket högre ålder på 20 000 till 23 000 år. Om det är riktigt, diskonteras tydligt slutsatsen att pulsaren är förbunden med SN 386. Den tydliga motsägelsen, jämfört med åldern som bestäms av expansionshastigheten av supernovaresten, verkar ännu inte vara klarlagd.
Pulsarens avstånd uppskattades 2003 till 5 000 parsec (16 000 ljusår).